# Thagria paraornata
Thagria paraornata är en insektsart som beskrevs av Nielson 1980. Thagria paraornata ingår i släktet Thagria och familjen dvärgstritar. Inga underarter finns listade i Catalogue of Life.